# Iskra Lawrence
Iskra Arabella Lawrence (Wolverhampton, 11 settembre 1990) è una modella britannica.
Rappresentata da JAG Models e Models1, Iskra è la modella di ruolo globale per Aerie, un sottobrand d'abbigliamento di American Eagle Outfitters. È anche un'ambasciatrice del brand di National Eating Disorders Association (NEDA) e creatrice del NEDA Inspires Award.

## Biografia
Nata a Wolverhampton, Iskra Lawrence è cresciuta a Kidderminster, nel Worcestershire dall'età di 6 mesi. Ha effettuato i suoi studi alla Malvern St James, e poi alla Bromsgrove School, nel frattempo, è stata una nuotatrice competitiva a livello nazionale, ed è, inoltre, stata accettata nel National Youth Theatre all'età di 15 anni.

## Carriera

### Modella
Iskra Lawrence non permette che le sue foto su Instagram siano ritoccate in alcun modo. La modella inglese critica attivamente i "body shamers", incluso un utente a cui ha risposto nell'aprile 2016 nel suo account Instagram, dopo che questo l'aveva insultata. Inoltre, non vuole essere classificata come plus-size.
Come citato sopra, la Lawrence è una modella per Aerie, il sottobrand di American Eagle Outfitters, che si occupa di lingerie. Ha anche fatto la modella per il brand di lingerie, Adore Me.
Nel 2016, Iskra è stata scelta come una delle 100 donne del mondo della BBC, e una delle sei donne scelte per l'Associazione mondiale guide ed esploratrici.
Nel febbraio 2017, la Lawrence ha presentato "Ending the pursuit of perfection" (basta con la ricerca della perfezione) al "TEDxUniversityofNevada".
Dopo 13 anni di professione, la modella britannica ha fatto il suo debutto in passerella alla New York Fashion Week del 2016 per Chromat, e ha anche sfilato alla prima passerella di L'Oréal alla Paris Fashion Week nell'ottobre 2017.
Nel 2017, Iskra Lawrence è apparsa nel documentario Straight Curve "riguardante l'immagine del corpo e la sfida ai leader dell'industria e ai loro fasulli e pericolosi standard di bellezza per la società".
American Eagle Outfitters ha scelto la Lawrence con altri 5 millennials per la loro campagna pubblicitaria nell'autunno 2017 "The New American Jean", che fa uso di immagini non ritoccate.
Iskra è stata inserita nella categoria dei multi-blasonati della Maxim HOT 100 del 2017.
Nel 2018, è stato annunciato che la Lawrence farà parte del progetto L'Oréal Princes Trust Ambassadors.

### Altro
Iskra Lawrence è stata una collaboratrice del magazine Self, ed è stata, inoltre, direttrice editrice fondatrice su Runway Riot, un sito web inteso come un outlet per far "conoscere" il glamour a donne di tutte le forme e misure.
Oltre ad avere un profilo su Instagram, ha un canale YouTube, dove prosegue il suo attivismo. Sempre tramite i social, la modella britannica ha lanciato l'hashtag #everyBODYisbeautiful, per combattere l'ossessione del "corpo perfetto".